# Erin Cardillo
Erin Samantha Cardillo (White Plains, 17 febbraio 1977) è un'attrice e sceneggiatrice statunitense.

## Carriera
Erin Cardillo ha debuttato nel 2000 recitando ad un episodio della serie Madigan Men, ed in seguito ha partecipato a svariate produzioni televisive come Law & Order, Crossing Jordan e CSI: NY e How I Met Your Mother . È diventata famosa grazie al ruolo di Emma Tutweiller nella serie TV Zack e Cody sul ponte di comando in onda su Disney Channel.
Erin Cardillo è anche produttrice dei cortometraggi Superglue e The Murder of Donovan Slain, di cui è anche sceneggiatrice.

## Filmografia

### Attrice

#### Cinema
- In the Mix - In mezzo ai guai, regia di Ron Underwood (2005)
- The Box, regia di A.J. Kparr (2007)
- The Hottie and the Nottie, regia di Tom Putnam (2008)
- The Truth, regia di Ryan Barton-Grimley (2010)
- Son of Morning, regia di Yaniv Raz (2011)
- Dance off: Sfida a ritmo di danza, regia di Alex Di Marco (2014)

#### Televisione
- Madigan Men – seri e TV, episodio 1x07 (2000)
- Law & Order - I due volti della giustizia – serie TV, episodio 12x07 (2001)
- Squadra Med - Il coraggio delle donne – serie TV, episodio 3x16 (2003)
- Coupling – serie TV, episodio 1x06 (2003)
- Crossing Jordan – serie TV,  episodio 4x06 (2005)
- Senza traccia – serie TV, episodio 4x05 (2005)
- Passions – serie TV, 90 episodi (2005-2008)
- How I Met Your Mother – serie TV, episodio 2x19 (2007)
- CSI: NY – serie TV, episodio 5x09 (2008)
- Zack e Cody sul ponte di comando – serie TV, 24 episodi (2008-2011)
- CSI: Miami – serie TV, episodio 9x19 (2011)
- Hawaii Five-0 – serie TV, episodio 2x17 (2012)
- The Client List - Clienti speciali – serie TV, episodio 1x08 (2012)
- Cose da uomini – serie TV, episodio 1x11 (2012)
- Bones – serie TV, episodio 8x20 (2013)
- Castle – serie TV, episodio 5x21 (2013)
- Melissa & Joey – serie TV, episodio 3x02 (2013)
- Significant Mother – serie TV, 2 episodi (2015)
- Criminal Minds – serie TV, episodio 11x09 (2015)

### Produttrice
- The Murder of Donovan Slain, regia di  Jennifer Kushner (2004) - cortometraggio
- Superglue, regia di Billy Duberstein (2008) - cortometraggio
- Significant Mother – serie TV, 9 episodi (2015)
- Le amiche di mamma – serie TV, 13 episodi (2016)
- Life Sentence – serie TV, 13 episodi (2018)

## Doppiatrici italiane
- Ilaria Giorgino in Zack e Cody sul ponte di comando, Castle
- Francesca Manicone in CSI: NY